# Georgiy Balakshin
Georgiy Balakshin (en russe : Георгий Русланович Балакшин, transcription française : Gueorgui Rouslanovitch Balakchine) est un boxeur russe né le 6 mars 1980 dans le village d'Antonovka, en République socialiste soviétique autonome iakoute (Union soviétique).

## Carrière
Médaillé de bronze aux Jeux olympiques de Pékin en 2008 dans la catégorie poids mouches, il remporte également au cours de sa carrière trois titres européens (à Perm en 2002, Pula en 2004 et Plovdiv en 2006) ainsi qu'une médaille d'argent à Ankara en 2011.